# ده (آلبوم پرل جم)
«ده» (به انگلیسی: Ten) آلبومی از پرل جم است که در سال ۱۹۹۱ میلادی منتشر شد.